# Maladera calcarata
Maladera calcarata är en skalbaggsart som beskrevs av Brenske 1898. Maladera calcarata ingår i släktet Maladera och familjen Melolonthidae. Inga underarter finns listade i Catalogue of Life.